# Pochvalov
Pochvalov (en allemand : Lobenau) est une commune du district de Rakovník, dans la région de Bohême-Centrale, en République tchèque. Sa population s'élevait à 265 habitants en 2020.

## Géographie
Pochvalov se trouve à 14,5 km au sud de Louny, à 14,5 km au nord-nord-est de Rakovník et à 47 km à l'ouest-nord-ouest de Prague.
La commune est limitée par Smilovice au nord, par Kozojedy à l'est, par Třeboc au sud et à l'ouest, et par Ročov à l'ouest.

## Histoire
La première mention écrite de la localité date de 1346.

## Transports
Par la route, Lubná se trouve à 18 km de Louny à 19 km de Rakovník et à 56 km du centre de Prague.